# Cortino
Cortino est une commune de la province de Teramo, dans les Abruzzes, en Italie.

## Administration
| Période                                  | Période  | Identité         | Étiquette       | Qualité |
| ---------------------------------------- | -------- | ---------------- | --------------- | ------- |
| 30 mai 2006                              | En cours | Gabriele Minosse | Centro-Sinistra |         |
| Les données manquantes sont à compléter. |          |                  |                 |         |

### Hameaux
Pagliaroli (siège de la mairie), Agnova, Altovia, Caiano, Casagreca, Casanova, Collegilesco, Comignano, Cunetta, Elce, Faieto, Fonte Palumbo, Lame, Macchiatornella, Padula, Pezzelle, Piano Fiumata, Servillo, Vernesca.

### Communes limitrophes
Amatrice (RI), Crognaleto, Montorio al Vomano, Rocca Santa Maria, Teramo, Torricella Sicura.